# Хришћанско-демократска унија Немачке
Хришћанско-демократска унија (  — CDU) је либерално-конзервативна политичка странка десног центра у Немачкој. Тренутни вођа странке је Фридрих Мерц. Не постоји у Баварској, где уместо ње делује сестринска странка Хришћанско-социјална унија Баварске (ХСУ), а обе странке у Бундестагу чине заједничку посланичку групу под називом ХДУ/ХСУ.
Идеолошки је блиска Римокатоличкој цркви, иако се њене присталице у мањој мери могу наћи и у протестантском делу Немачке. Залаже се за конзервативну политику у друштвеним питањима, и у нешто мањој мери, у подручју привреде.

## Историја
Oд краја Другог светског рата до 1969. године странка je била на власти у западном дијелу Њемачке, у раздобљу њемачког привредног чуда. Поново је на власт дошла 1982. године те је под њеном влашћу проведено поновно уједињење Њемачке 1990. године. Власт је изгубила 1998. године, да би на изборима 2005. године освојила највећи број мандата и у великој коалицији са Социјалдемократском партијом добила место канцелара за своју лидерку Ангелу Меркел. На изборима 2009. побјеђује (27%) и овај пут ствара центро-десничарску коалицију са Странком слободних демократа.
На изборима 2013. опет под вођством Меркелове ЦДУ постиже најбољи резултат од 1990. са 34,1% гласова (односно 41,5% са ЦСУ).